# 世界ラリーレイド選手権
世界ラリーレイド選手権（World Rally-Raid Championship）は、ラリーレイドの自動車競技。略称はW2RC。

## 概要
国際自動車連盟（FIA）と国際モーターサイクリズム連盟（FIM）が公認し、アモリ・スポル・オルガニザシオン（A.S.O）が主催する。従来四輪と二輪は世界戦でいくつかのイベントを共有しつつも別組織として運営されており、格式も四輪はワールドカップ、二輪は世界選手権と異なるものであったが、ここに初めて一本化された世界選手権シリーズが誕生した。FIAが2022年時点で主催する世界選手権としては7番目のものとなる。
2016年末のFIAの会合で、ガソリンターボ4WD車が優位の規定（現在のグループT1+）の導入と共に既存のワールドカップを世界選手権化をするという構想が話し合われていた。2018年に始まる案もあったが、結局開幕は2022年となった。
2022年に開幕。初年度は年間5戦で構成され、欧州・中東・北アフリカを転戦する。従来の世界戦と異なり伝統のダカール・ラリーがカレンダー入りし、開幕戦を飾ることとなった。
日本人では2023年現在で唯一、グループT4のポラリス・エクストリームプラスから、医師が本業の梅田真祐がシリーズ参戦。彼は2023年シーズンに、入れ替わりの激しいT4において唯一全戦にエントリーしたドライバーとなり、ランキング2位を獲得した。

### レギュレーション
レースフォーマットは中距離のクロスカントリー・ラリー（SS総距離1,200 km以上）と、長距離のクロスカントリー・マラソン（SS総距離2,500 km以上）の2つで構成される。短距離のクロスカントリー・バハ（SS総距離350 km以上）は、二輪・四輪とも別個にワールドカップとして開催される。これらのフォーマットは、2024年からそれぞれラリーレイド、ラリーレイド・マラソン、バハと改称される。
FIAカテゴリはグループT1 - グループT5が参戦可能で、グループT1 - グループT4を対象に世界選手権としてドライバーズタイトル、コドライバーズタイトル、マニュファクチャラーズタイトルが懸けられる。さらに、選手権としてグループT3 - グループT5にはクラス別のドライバーズタイトルとコドライバーズタイトルが用意され、加えてグループT4 - グループT5にはクラス別のマニュファクチャラーズタイトルが用意されるが、T5については参加者の興味がダカールに集中して年間フル参戦者がいなかったことから、2023年を持って選手権は廃止された。
マニュファクチャラーズタイトルを争う場合は最低4戦の出場が義務付けられる。
FIMカテゴリは二輪のラリーGP・ラリー2・ラリー3、全地形対応車（四輪バイク）のクアッド、サイド・バイ・サイド・ビークルの5クラス。このうちラリーGPの1位のみが「ワールドチャンピオンシップ」、他クラスは「ワールドカップ」の扱いとなる。またラリーGPにのみマニュファクチャラーズタイトルも掛けられる。ラリー2はプライベーター向けで、女性・ジュニア・ベテランそれぞれにも賞典が用意される。ラリー3は市販車無改造部門である。

### ポイントシステム
FIAカテゴリはイベント総合上位15名と、各ステージ上位5名にそれぞれポイントが与えられる。また2024年シーズンからは、イベントリタイアとなっても、そのイベントで獲得したステージポイントは獲得できるというルールが導入された。
FIMもイベント総合上位15名にポイントが付与される点は同じだが、ポイント数はFIAより低めに設定されており、最上位者と最下位者のポイント差が少なくなっている。また「速さより一貫性を重視する」という理由で、ステージポイントは与えられない。クロスカントリー・マラソンの方がクロスカントリー・ラリーよりも多く総合順位ポイントが与えられる点は両カテゴリともに同じである。

## チャンピオン

### FIA 世界ラリーレイド選手権
| シーズン |                                  |                                      |                      |
| シーズン | ドライバー                       | コドライバー                         | マニュファクチャラー |
| -------- | -------------------------------- | ------------------------------------ | -------------------- |
| 2022     | ナッサー・アルアティヤ（トヨタ） | マシュー・ボウメル （トヨタ）        | トヨタ               |
| 2023     | ナッサー・アルアティヤ（トヨタ） | マシュー・ボウメル （トヨタ）        | トヨタ               |
| 2024     | ナッサー・アルアティヤ（ダチア） | エドゥアルド・ブーランジェ（ダチア） | トヨタ               |

### FIM 世界ラリーレイド選手権
| シーズン |                                        |                      |
| シーズン | ライダー                               | マニュファクチャラー |
| -------- | -------------------------------------- | -------------------- |
| 2022     | サム・サンダーランド（ガスガス）       | ホンダ               |
| 2023     | ルチアーノ・べナビデス（ハスクバーナ） | ホンダ               |
| 2024     | ロス・ブランチ（ヒーロー）             | ホンダ               |